# Chery QQ6
La Chery QQ6 (nome in codice S21) è una autovettura berlina prodotta dal 2016 dalla casa automobilistica cinese Chery Automobile.

## Descrizione
Il veicolo è stato presentato formalmente al Salone dell'auto di Guangzhou 2006.
La QQ6 è caratterizzata da una carrozzeria dalle linee tondeggianti ed è stata offerta con un motore benzina aspirato a quattro cilindri da 1297 cm³ da 61 kW (83 CV) o da 1083 cm³ con 50 kW (68 CV).
L'auto è stata sottoposta nel 2006 dai crash test dall'ente CNCAP ottenendo 2 stelle su 5.
La vettura oltre che in Cina è stata venduta anche in Cile, Colombia e altri paesi andinei nel novembre 2006. Inoltre è stata assemblato sia in Iran (con il nome di S21) che in Egitto (come Speranza A213). È stato anche venduto in Ucraina con il nome di "Chery Jaggi".